# TIMvision
TIMvision (precedentemente Cubovision) è un servizio di streaming on demand e in diretta dedicato a film, serie TV e altri programmi d'intrattenimento. Fondato e ideato nel 2009 da Luca Tomassini, è controllato e gestito da TIM.
La visione dei contenuti prevede la sottoscrizione di un abbonamento mensile. L'offerta si allarga ad una serie di contenuti non compresi nell'abbonamento mensile, acquistabili e quindi con la possibilità di rivederli infinite volte o a noleggio dove la visione non è limitata quantitativamente, ma temporalmente.
Al 2020, TIMvision offre oltre 10 000 contenuti in streaming.

## Storia

### Cubovision
Nel 2007, Franco Bernabè torna in Telecom Italia e due anni dopo, con l'imprenditore e Direttore innovazione di Telecom Italia Luca Tomassini, crea Cubovision come un set-top box che offriva la possibilità di accedere a contenuti televisivi on demand e di gestire più piattaforme TV, come il digitale terrestre o la Web TV. Il 16 dicembre 2009, Telecom presenta il primo modello di Cubovision a Milano. Il design industriale del set-top box è stato ideato da Luca Tomassini e realizzato da Visionee, la produzione da Finmek e la commercializzazione da Amino Communications.
Telecom Italia ha lanciato Cubovision nel gennaio 2010 in una versione sperimentale dello stesso, con un modello di Open innovation. I primi modelli pubblicati sul mercato erano delle versioni beta che si aggiornavano di funzionalità con i successivi modelli.
Il 15 dicembre 2010, Telecom Italia ha presentato a Milano il nuovo modello della piattaforma provvisto di microprocessori Intel, totalmente rivisitato e con funzionalità di broadcasting e banda larga. La nuova versione ha incluso più di 1500 ore mensili di programmazione, con oltre 200 titoli al mese all'interno di un catalogo formato da serie tv, cartoni animati, concerti, documentari e film. Nello stesso periodo, Telecom Italia ha reso disponibile l'applicazione ufficiale di CuboVision sugli store di Apple e Samsung per collegarsi alla piattaforma tramite tablet o smartphone.

### TIMvision
Il 12 maggio 2014 Cubovision cambia nome in TIMvision.
Nel giugno 2015, Telecom ha finalizzato un accordo di due anni con la 20th Century Fox con l'intento di includere alcune delle produzioni Fox sulla piattaforma. In seguito a un accordo con Turner Broadcasting System, il servizio ha reso disponibili anteprime in esclusiva del blocco televisivo Adult Swim di Cartoon Network tra cui Robot Chicken, Mr. Pickles, China, IL, NTSF:SD:SUV:: e Aqua Teen Hunger Force.
Dal 28 dicembre 2016, TIMvision, con un capitale di circa 50.000 euro, diventa una società, controllata da Telecom Italia, con l'obiettivo di accelerare la strategia quadruple play e realizzare e gestire produzioni tra serie tv e opere cinematografiche a livello nazionale e internazionale.
Da giugno 2019, TIMvision ha reso disponibile la propria app anche sulle piattaforme Apple TV e Amazon Fire TV.
Dal 16 settembre 2019, Andrea Fabiano diventa il responsabile multimedia di TIM (ex Telecom Italia) e amministratore delegato di TIMvision.
Il 12 ottobre 2019, durante la partita della Nazionale italiana per la qualificazione agli europei di calcio 2020, viene svelato il nuovo logo.
Il 31 dicembre 2019 vengono resi visibili in streaming i canali Sky Uno, Sky Arte, Sky TG24 e Sky Sport 24 in HD. Inoltre arrivano anche i canali Mediaset, esclusi Boing, Cartoonito e quelli radiofonici.
Dal 24 marzo 2020, TIM dopo aver siglato una partnership con Disney+, TIM include senza vincoli l'offerta Mondo Disney+ con TIMvision Plus.
Dal 27 maggio 2020, in seguito alla partnership con Netflix realizzata nel novembre 2019, TIM include senza vincoli l'offerta Mondo Netflix su TIMvision Plus e il decoder TIMvision Box.
Ad agosto 2020 vengono resi disponibili in streaming e in HD i canali free Paramount Network, Spike, VH1 editi da ViacomCBS Networks Italia.
Dal 27 gennaio 2021, i contenuti di Discovery+ sono disponibili in Italia anche su TIMvision.
Il 1º luglio 2021 vengono ufficializzate le quattro offerte commerciali che comprendono i contenuti di TIMvision e quelli di DAZN, Disney+ e Netflix, con Infinity+ sempre incluso nei diversi pacchetti. In seguito alla partnership con DAZN, detentrice dei diritti per la trasmissione tutte le 380 partite stagionali del campionato di Serie A per il triennio 2021-2024, TIMvision ospita sulla propria piattaforma tutte le gare del massimo campionato di calcio italiano. Grazie all'offerta TIMvision calcio e sport, tramite DAZN sono inoltre visibili l'Europa League, alcune gare della nuova Conference League, la Serie B, La Liga, la MotoGP e tutti gli eventi sportivi dell'offerta DAZN.
Fino al 31 luglio 2021 ha incluso la possibilità, tramite abbonamento a NOW TV, di vedere le partite di calcio di Serie A, Premier League e Bundesliga, oltre alla Formula 1 e a tutti gli eventi sportivi contenuti nel pacchetto sport di Sky. La stessa data è l'ultimo giorno in cui i canali Sky Uno, Sky Arte, Sky TG24 e Sky Sport 24 sono stati visibili in streaming sulla piattaforma.
Da agosto 2021, grazie all'accordo con Mediaset Infinity e alla trasmissione in streaming sulla piattaforma Infinity+, offre gli incontri della UEFA Champions League 2021-2022 per un totale di 92 partite della prima fase, di cui 8 dei playoff e 84 dei gironi.
Grazie alla partnership con Mediaset Infinity e grazie all'utilizzo della piattaforma Infinity+ viene ampliata l'offerta di film, cartoni animati, serie TV e contenuti disponibili anche in lingua originale, con sottotitoli e in 4K.
Il 17 gennaio 2022 vengono eliminati i canali Paramount Network e Spike, editi da ViacomCBS Networks Italia, a seguito della loro chiusura. Qualche giorno dopo è stato reso disponibile il sostituto di Paramount Network, 27Twentyseven, edito da Mediaset.
Il 29 marzo 2022 sono stati inseriti LA7 e LA7d sulla piattaforma.

## Caratteristiche
TIMvision Box o TIM Box è il decoder ufficiale che permette di guardare i contenuti di TIMvision.
È necessaria la presenza di una connessione Internet a banda larga.

## Evoluzione commerciale
Nel corso degli anni, TIM ha messo a disposizione la possibilità di integrare la propria piattaforma con abbonamenti svincolati a Netflix, Disney+, DAZN, Infinity+, Amazon Prime Video e NOW TV.
Dal 2018 TIMvision produce serie televisive originali.

## Loghi

16 dicembre 2009 - 24 settembre 2012
24 settembre 2012 - 12 maggio 2014
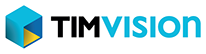
12 maggio 2014[31] - 22 giugno 2017
22 giugno 2017 - 12 ottobre 2019
In uso dal 12 ottobre 2019[32]